# Tazzjana Schabanawa
Tazzjana Jurjewna Schabanawa (belarussisch Таццяна Юр’еўна Шабанава; * 20. März 1998) ist eine belarussische Leichtathletin, die sich auf den Hindernislauf spezialisiert hat.

## Sportliche Laufbahn
Erste internationale Erfahrungen sammelte Tazzjana Schabanawa im Jahr 2015, als sie bei den Jugendweltmeisterschaften in Cali im 2000-Meter-Hindernislauf in 7:05,61 min Rang 13 belegte. Im Jahr darauf schied sie dann bei den U20-Weltmeisterschaften in Bydgoszcz mit 10:29,96 min über die normale Distanz über 3000 Meter im Vorlauf aus, gewann 2017 aber bei den U20-Europameisterschaften in Grosseto in 10:03,32 min die Silbermedaille.
Von 2017 bis 2021 wurde Schabanawa belarussische Meisterin im 3000-Meter-Hindernislauf im Freien sowie von 2018 bis 2022 auch in der Halle. Zudem wurde sie 2022 auch Hallenmeisterin im 800-Meter-Lauf.

## Persönliche Bestleistungen
- 800 Meter: 2:07,22 min, 21. Mai 2021 in Brest
  - 800 Meter (Halle): 2:06,62 min, 26. Februar 2022 in Mahiljou
- 3000 Meter: 9:33,60 min, 26. Juni 2020 in Minsk
  - 3000 Meter (Halle): 9:21,09 min, 29. Januar 2019 in Mahiljou
- 3000 m Hindernis: 9:49,89 min, 19. Juni 2021 in Cluj-Napoca
  - 3000 m Hindernis (Halle): 9:52,51 min, 30. Januar 2019 in Mahiljou